# Бородатый цветоед
Бородатый цветоед (лат. Dicaeum annae) — вид певчих птиц семейства цветоедовых. 

## Таксономия
Видовое название дано в честь Анны Вебер-Ван Боссе.
В составе вида выделяют два подвида:
- Dicaeum annae annae (Büttikofer, 1894) — номинативный, обитает на острове Флорес.
- Dicaeum annae sumbavense (Rensch, 1931) — встречается на острове Сумбава.

## Описание

### Внешний вид
Птица мелких размеров: длина тела составляет 9,4—10 см, масса — 9,7—10,3 г.
Голова, спина, крылья и хвост имеют оливковую окраску, грудь и брюхо — бледные, серовато-зелёные, по брюху проходит светлая, почти белая полоса. На голове окраска оперения принимает форму «усов» — светлых продолговатых пятен, начинающихся у основания клюва. У самцов надхвостье жёлтое.
Радужная оболочка светло-коричневая, клюв и ноги — тёмно-серые.
Молодые особи внешне похожи на самок, но имеют более тусклое оперение и более светлый клюв (особенно нижняя его часть), «усы» менее выражены.
D. a. sumbavense немного мельче, чем представители номинального подвида, чуть более оливковые сверху, с более тусклыми кончиками маховых перьев.

### Голос
Песня состоит из ряда очень высоких нисходящих звуков, напоминающих «see».

## Распространение
Является эндемиком Малых Зондских островов, входящих в состав Индонезии. Обитает в тропических и субтропических влажных широколиственных лесах на высоте до 1800 над уровнем моря на о. Флорес и до 1530 м н. у. м. на Сумбаве.
Точное число особей не известно, но вид является обычным в своём регионе. Численность популяции стабильна.

## Биология
О рационе мало что известно. Предположительно питается фруктами, пыльцой и нектаром лорантовых растений, собираясь в небольшие группы, в парах или поодиночке.
Откладывает яйца в январе и марте-октябре. Гнездо крепится к ветке и представляет собой небольшой (130 × 65 мм) овальный мешочек с отверстием по середине, сделанный из валяного растительного материала, паутины и лишайника, украшенный фрагментами листьев. В кладке 2 яйца.